# Prologhi. Con un prologo ai prologhi
Prologhi. Con un prologo ai prologhi è un saggio scritto da Jorge Luis Borges nel 1975.

## Edizioni in italiano
- Jorge Luis Borges, Prologhi con un prologo ai prologhi, a cura di Antonio Melis; traduzione di Lucia Lorenzini, Adelphi, Milano 2005